# Polystachya dalzielii
Polystachya dalzielii är en orkidéart som beskrevs av Victor Samuel Summerhayes. Polystachya dalzielii ingår i släktet Polystachya och familjen orkidéer. Inga underarter finns listade i Catalogue of Life.